# Echinostrephus aciculatus
Echinostrephus aciculatus is een zee-egel uit de familie Echinometridae.
De wetenschappelijke naam van de soort werd in 1863 gepubliceerd door Alexander Agassiz.